# Тетень
Тете́нь (фр. Tétaigne) — коммуна во Франции, находится в регионе Шампань — Арденны. Департамент коммуны — Арденны. Входит в состав кантона Музон. Округ коммуны — Седан.
Код INSEE коммуны — 08444.
Коммуна расположена приблизительно в 220 км к северо-востоку от Парижа, в 95 км северо-восточнее Шалон-ан-Шампани, в 33 км к юго-востоку от Шарлевиль-Мезьера.

## Население
Население коммуны на 2008 год составляло 82 человека.
| 1962 | 1968 | 1975 | 1982 | 1990 | 1999 | 2008 |
| ---- | ---- | ---- | ---- | ---- | ---- | ---- |
| 136  | 142  | 120  | 95   | 80   | 82   | 82   |

## Экономика

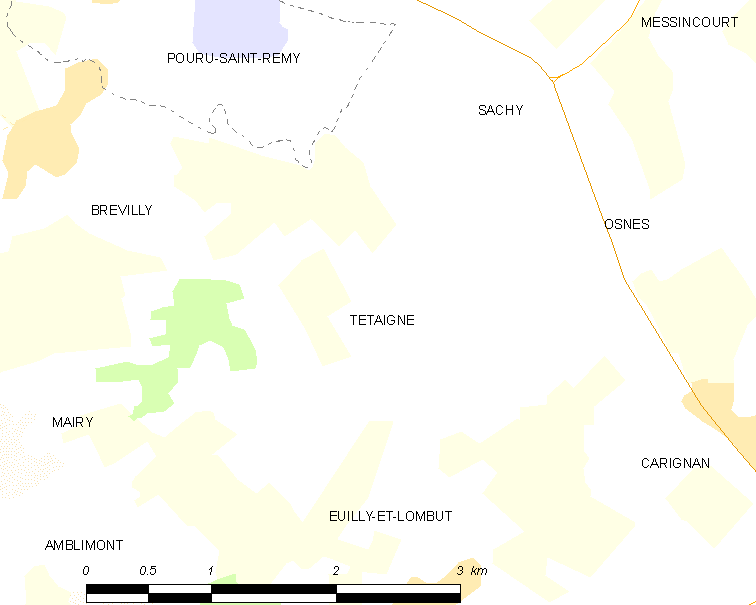
Карта коммуны

В 2007 году среди 47 человек в трудоспособном возрасте (15—64 лет) 37 были экономически активными, 10 — неактивными (показатель активности — 78,7 %, в 1999 году было 69,6 %). Из 37 активных работали 32 человека (21 мужчина и 11 женщин), безработных было 5 (1 мужчина и 4 женщины). Среди 10 неактивных 5 человек были учениками или студентами, 0 — пенсионерами, 5 были неактивными по другим причинам.